# Anton Krásnohorský
Anton Krásnohorský (Rohožník, 10 luglio 1925 – 25 luglio 1988) è stato un calciatore cecoslovacco, di ruolo difensore.